# Jean Baptiste Point du Sable

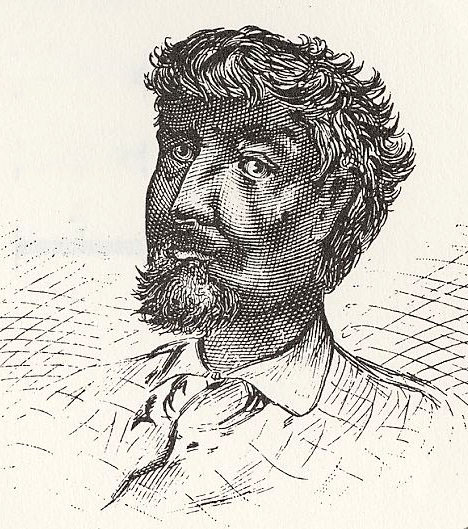
Jean Baptiste Point du Sable (1884)

Jean Baptiste Point du Sable (* vor 1750; † 28. August 1818) war ein nordamerikanischer Händler. Er gilt als der Gründer von Chicago.

## Leben
Jean Baptiste Point du Sable stammte aus Québec und war der Sohn eines  Kaufmanns und einer schwarzen Sklavin. In den 1770er Jahren errichtete er einen Handelsposten am Chicago River an einem Tauschplatz der ortsansässigen Indianerstämme Miami, Fox, Sac und Potawatomi am Ort des heutigen Chicago. „Der erste weiße Mann, der sich hier niederließ, war ein Schwarzer“, werden sie zitiert.
Um 1800 verließ er Chicago und verkaufte seinen Besitz an John Kinzie, der im Gegensatz zu ihm später als Gründervater von Chicago geehrt wurde. Point du Sable ging nach St. Charles, heute in Missouri, wo er eine Fähre betrieb. Er starb dort im Jahr 1818.

## Trivia
- Jean Baptiste Point du Sable hat Eingang in Stevie Wonders Album Songs in the Key of Life gefunden. In dem Lied Black Man wird „Jean Baptiste“ explizit als Gründer der Stadt Chicago genannt.[2]
- In Chicago sind die DuSable Bridge und ein Yachthafen nach du Sable benannt. In Peoria trägt eine Straße seinen Namen.